# Àngel Soler i Renales
Àngel Soler i Renales (Barcelona, 1940- Barcelona, 5 de març de 2017) fou un concertista i professor de piano i de música de cambra.

## Formació
A l'edat de set anys va començar els estudis de solfeig i piano i ben aviat demostrà grans aptituds. Cursà estudis de piano a l'Acadèmia Marshall amb els mestres Joan Torra i Mercè Roldós, aconseguint el Premi d'Honor en els graus mitjà i superior. S'inicià en la música de cambra, una de les seves especialitats, com a mestre i concertista, amb el violinista i compositor Joan Massià, creador d'una important escola d'intèrprets a Barcelona.
Fou convidat als Cursos Internacionals de Weikersheim i estudià al Mozarteum de Salzburg amb Paul Schilawsky, Walter Klien i Gerald Moore.

## Concerts
Només amb 17 anys actuà a Joventuts Musicals de Sabadell. La crítica va parlar d'"un mecanisme excel·lent i d'uns prometedors dots artístics".
Va oferir nombrosos concerts tant a Catalunya com a la resta d'Espanya, participant en festivals tan prestigiosos com els de Barcelona, Granada, Santander, Cadaqués, S'Agaró i Torroella de Montgrí.
Va actuar en diverses ciutats europees amb destacades figures, com ara Jean-Pierre Rampal, Radu Aldulescu, Carlos Prieto, Ludwig Streicher i Evelio Tieles. Va acompanyar a cantants tan prestigiosos com ara Montserrat Alavedra, Victòria dels Àngels, Anton Dermota, Josep Carreras, Anna Ricci i Isabel Aragón.
Fou un col·laborador habitual del Cor de Cambra del Palau de la Música Catalana.
Va enregistrar diversos CD, entre els quals destaquen tres acompanyant a Anna Ricci. Un d'ells, Eduard Toldrà, música i poesia, va rebre el Premi Ciutat de Barcelona 1995 de Música.

## Tasca pedagògica
Fou un infatigable i reputat professor de piano, havent tingut alumnes com el granollerí Rafel Sala (1955-2020) o, Josep Maria Sauret (director d'orquestra), Pere-Albert Balcells, Manuel Ruiz o Anna Crexells, entre molts d'altres. Va donar classes al Conservatori Superior de Música del Liceu i també va dirigir una acadèmia musical que portava el seu nom, l'Estudi de Música Àngel Soler, a Barcelona.
Fou professor dels cursos d'estiu de Sant Feliu de Guíxols, Sitges, Castelló d'Empúries i Vila-Seca.
Va col·laborar en els llibres-partitura El petit pianista i Piano, piano..., editats per DINSIC.

## Discografia
- Música per a Violí. Antologia històrica de la música catalana. Xavier Turull, violí. Àngel Soler, piano. EDIGSA 1968. Obres de N. Bonet, J. Homs, F. Mompou, X. Montsalvatge, A. Ros-Marbà, M. Valls
- Recital de Montserrat Alavedra. Montserrat Alavedra, soprano. Àngel Soler, piano DISCOPHON 1973. Obres de Purcell, Schubert, Brahms, Fauré, Lutoslawski
- Duos. Montserrat Alavedra i Esther Casas, sopranos. Àngel Soler, piano. DISCOPHON 1973. Obres de Haydn, Dvorak, Brahms, Mendelsshon, Schumann, Purcell
- Ópera, zarzuela y canción. Manuel Adsuar, baix. Àngel Soler, piano. IBERIA 1981. Obres de Rossini, Puccini, Orff, Verdi, Vives, Codina, Tejada
- Eduard Toldrà. Música i Poesia. Anna Ricci, mezzo, Àngel Soler, piano. EDICIONS ALBERT MORALEDA 2001 Obres de Toldrà
- Entorn a Frederic Mompou. Anna Ricci, mezzo, Àngel Soler, piano. EDITORIAL TRITÓ
- Compositors del Cercle de Manuel de Falla I. Anna Ricci, mezzo, Àngel Soler, piano. EDITORIAL TRITÓ 2001. Obres de Cerdà, Giró, Cercos, Casanovas, Mestres Quadreny i Valls Gorina
- Núria Dardinyà, soprano, Àngel Soler, piano. EDICIONS ALBERT MORALEDA Obres de Brotons, Moraleda, Corderas, Serra, Toldrà i Mompou